# Perry Heights
Perry Heights és una concentració de població designada pel cens dels Estats Units a l'estat d'Ohio. Segons el cens del 2000 tenia 8.900 habitants.

## Demografia
Segons el cens del 2000, Perry Heights tenia 8.900 habitants, 3.545 habitatges, i 2.456 famílies. La densitat de població era de 1.176,8 habitants per km².
Dels 3.545 habitatges en un 31% hi vivien nens de menys de 18 anys, en un 54,4% hi vivien parelles casades, en un 11,2% dones solteres, i en un 30,7% no eren unitats familiars. En el 25,7% dels habitatges hi vivien persones soles el 10,7% de les quals corresponia a persones de 65 anys o més que vivien soles. El nombre mitjà de persones vivint en cada habitatge era de 2,44 i el nombre mitjà de persones que vivien en cada família era de 2,93.
Per edats la població es repartia de la següent manera: un 23,2% tenia menys de 18 anys, un 7,9% entre 18 i 24, un 28,2% entre 25 i 44, un 24,5% de 45 a 60 i un 16,1% 65 anys o més.
L'edat mediana era de 39 anys. Per cada 100 dones de 18 o més anys hi havia 85,8 homes.
La renda mediana per habitatge era de 41.674 $ i la renda mediana per família de 47.423 $. Els homes tenien una renda mediana de 37.028 $ mentre que les dones 23.054 $. La renda per capita de la població era de 20.333 $. Aproximadament el 5,1% de les famílies i el 6,9% de la població estaven per davall del llindar de pobresa.

## Poblacions més properes
El següent diagrama mostra les poblacions més properes.